# Хентиль Аркос, Мария
Мария Хентиль Аркос (исп. María Gentil Arcos) (11 апреля 1905 (по другим сведениям, 1902), Барселона (по другим сведениям — Валенсия), Испания — 18 июля 1965, Мехико, Мексика) — мексиканская актриса театра и кино, актриса эпохи «Золотого века мексиканского кинематографа, внёсшая огромный вклад в историю мексиканского кинематографа — 109 ролей в кино и телесериалах.

## Биография
Родилась 11 апреля 1905 года (по другим сведениям, в 1902 году) в Барселоне (по другим сведениям в Валенсии). У неё также было три родные сестры — Консепсион, Кончита и Наталия. В кубинском театре дебютировала в 1910 году в труппе Марии Герреро, где сыграла роли в ряде детских спектаклей. В 1914 году годах вместе с родителями и тремя сёстрами переехала в Мехико и посвятила этому городу всю оставшуюся жизнь. В 1914 году она вступила в труппу Главного театра Мехико и после чего сменила много театров, а также гастролировала по странам Латинской Америки и США, таким образом актриса сыграла роли во всех театрах, которые были на тот момент (в 1920-х годах) в Мехико. В 1920-х годах актриса основала свой собственный драматический театр и совершила гастроли по странам Латинской Америки.  Всего к концу 1940-х годов актриса сыграла роли в свыше чем ста театральных постановок. В мексиканском кинематографе дебютировала в 1938 году и с тех пор снялась в 109 работах в кино и телесериалах.
Скончалась 18 июля 1965 года в Мехико от сердечно-сосудистого заболевания.

## Личная жизнь
Мария Хентиль Аркос была замужем дважды.
- Первым супругом был Карлос Кастерот.
- Вторым супругом был Хуан Мартинес.

## Фильмография

### Телесериалы
- 1958 —
  - Запретная тропа
  - Шаг над пропастью
- 1963 — Секрет

### Фильмы
- 1938 — Вчерашняя дорога — Исабела.